# Rajko Toroman

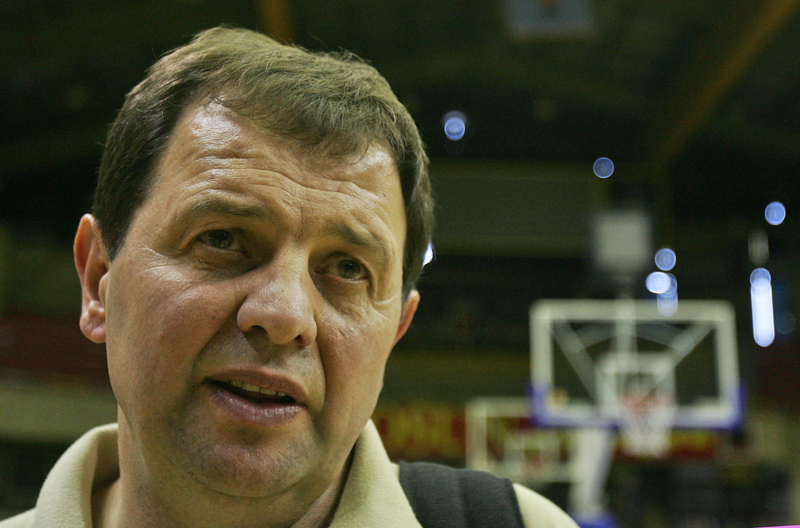
Rajko Toroman

Rajko Toroman (* 10. Februar 1955) ist ein serbischer Basketballtrainer und amtierender Trainer der philippinischen Basketballnationalmannschaft.

## Trainerstationen
- Philippinische Basketballnationalmannschaft (Seit 2008)
- Iranische Basketballnationalmannschaft (2007–2008)
- Debreceni VSC (2005–2007)
- KK Igokea (2005)
- Shanxi Zhongyu (2004–05)
- Keravnos (2003–2004)
- MyGuide Amsterdam (2002–2003)
- Power Wevelgem (1999–2001)
- KK Radnički (1999)
- Anwil Włocławek (1997–1998)
- Jugoslawische U-23 Basketballnationalmannschaft (1996)
- KK Spartak (1995–1997)
- Pankrati (1994–1995)
- Jugoslawische Basketballnationalmannschaft (Assistenztrainer, 1991–1996)